# 量子信息
量子信息是以量子力学基本原理为基础，把量子系統「狀態」所帶有的物理資訊，进行计算、编码和信息传输的全新信息方式。
量子資訊最常見的單位是為量子位元（qubit）——也就是一個只有兩個狀態的量子系統。然而不同於古典數位狀態（其為離散），一個二狀態量子系統實際上可以在任何時間為兩個狀態的疊加態，這兩狀態也可以是本徵態。

## 基础

### 重大发现
1927年，海森堡发现在测量粒子动量和位置的时候会导致h/4π的误差（两者误差相乘）。测量时位置的误差越小，动量的误差就会变得相当大。而h/4π就是这个误差的下限（也就是说两者误差的乘积大于等于h/4π）。这一结论最终被称作不确定性原理。
1935年，阿爾伯特·愛因斯坦、鮑里斯·波多爾斯基和納森·羅森提出了愛因斯坦-波多爾斯基-羅森悖論，客观上揭示了量子纠缠现象。
1984年，查尔斯·貝內特（Charles Bennett）與吉勒·布拉薩（Gilles Brassard）提出一种量子密码分发协议，后被称为BB84协议。
1994年，數學家彼得·秀爾發現針對整數分解的秀爾演算法（算法）。2001年，IBM使用NMR實做的量子計算機以及7個量子位元展示了秀爾演算法的實例，將15分解成3×5。

### 相干特性

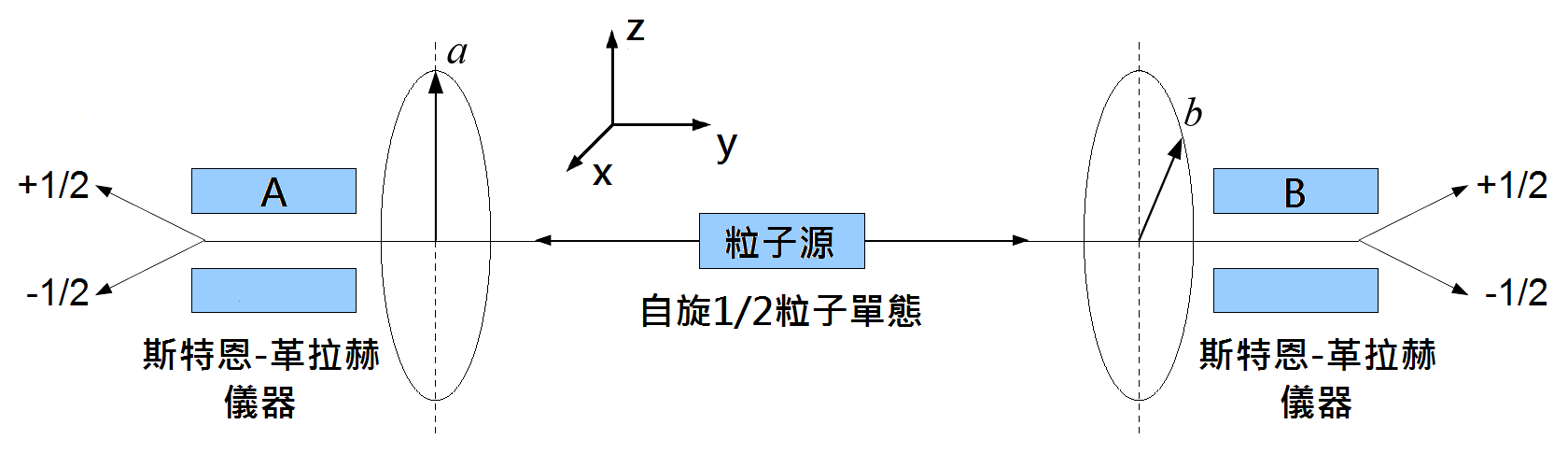
EPR实验假設一個零自旋中性π介子衰變成一個電子與一個正電子，這兩個衰變產物各自朝著相反方向移動，雖然彼此之間相隔一段距離，它們仍舊會發生量子糾纏現象。

由于量子相干性，量子比特在测量过程中会表现出与经典情况完全不同的行为。测量仪器与被测系统的相互作用会引起所谓的波包塌缩。这时相干性将被彻底破坏，即发生了所谓的量子退相干。量子纠缠是多比特系统特有的量子性质。两个比特的量子系统不仅有经典系统中的4种不同的状态，并且可以处在非平凡的双粒子相干叠加态（量子纠缠态）上，这构成了量子通讯的物理基础。

## 领域

### 量子通信
美国在2005年建成了DARPA量子网络，连接美国BBN公司、哈佛大学和波士顿大学3个节点。中国在2008年研制了20km级的3方量子电话网络。2009年构建了一个4节点全通型量子通信网络，大大提高了安全通信的距离和密钥产生速率，同时保证了绝对安全性。同年，“金融信息量子通信验证网”在北京正式开通，是世界上首次将量子通信技术应用于金融信息安全传输。2014年中国远程量子密钥分发系统的安全距离扩展至200公里，刷新世界纪录。2016年8月16日，中国发射一颗量子科學實驗衛星「墨子號」，連接地面光纖量子通信網絡，并力爭在2030年建成20顆衛星規模的全通型量子通信网。

### 量子计算
量子计算机由包含有导线和基本量子门的量子线路构成，导线用于传递量子信息，量子门用于操作量子信息。
2015年5月，IBM在量子運算上取得兩項關鍵性突破，開發出四量子位原型電路（Four Quantum Bit Circuit），成為未來10年量子電腦基礎。另外一項是，可以同時發現兩項量子的錯誤型態，分別為Bit-Flip（位元翻轉）與Phase-Flip（相位翻轉），不同於過往在同一時間內只能找出一種錯誤型態，使量子電腦運作更為穩定。2016年8月，美国马里兰大学学院市分校发明世界上第一台由5量子位元组成的可编程量子计算机。

### 量子雷达
量子雷达属于一种新概念雷达，是将量子信息技术引入经典雷达探测领域，提升雷达的综合性能。量子雷达具有探测距离远、可识别和分辨隐身平台及武器系统等突出特点，未来可进一步应用于导弹防御和空间探测，具有极其广阔的应用前景。根据利用量子现象和光子发射机制的不同，量子雷达主要可以分为三个类别：一是量子雷达发射非纠缠的量子态电磁波；二是量子雷达发射纠缠的量子态电磁波；三是雷达发射经典态的电磁波。2008年美國麻省理工學院的Lloyd教授首次提出了量子遠程探測系統模型。2013年義大利的Lopaeva博士在實驗室中達成量子雷達成像探測，證明其有實戰價值的可能性。中国首部基于单光子检测的量子雷达系统由中国电科14所研制，中国科学技术大学、 中国电科27所以及南京大学协作完成。不过专家表示，量子雷达想要实现工程化可能还有比较漫长的路要走。

### 量子博弈
量子博弈是Eisert等人在1999年提出的，游戏者可以利用量子规律摆脱所谓的囚徒困境，防止某一玩家因背叛而获利。

## 延伸阅读
- Charles H. Bennett and Peter W. Shor, "Quantum Information Theory," IEEE Transactions on Information Theory, Vol 44, pp 2724–2742, Oct 1998
- Gregg Jaeger's book on Quantum Information(published by Springer, New York, 2007, ISBN 0-387-35725-4)
- Lectures at the Institut Henri Poincaré (slides and videos)
- International Journal of Quantum Information （页面存档备份，存于） World Scientific
- Quantum Information Processing （页面存档备份，存于） Springer
- Michael A. Nielsen, Isaac L. Chuang, "Quantum Computation and Quantum Information" （页面存档备份，存于）
- J. Watrous, The Theory of Quantum Information (Cambridge Univ. Press, 2018). Freely available at  （页面存档备份，存于）
- John Preskill, Course Information for Physics 219/Computer Science 219 Quantum Computation, Caltech  （页面存档备份，存于）
- Masahito Hayashi, "Quantum Information: An Introduction" （页面存档备份，存于）
- Masahito Hayashi, "Quantum Information Theory: Mathematical Foundation" （页面存档备份，存于）
- Charles H. Bennett, Peter W. Shor, "Quantum Information Theory"  （页面存档备份，存于） Template:CiteSeerX
- Wilde, Mark M., , Cambridge University Press, 2017, Bibcode:2011arXiv1106.1445W, arXiv:1106.1445 , doi:10.1017/9781316809976.001
- Vlatko Vedral, "Introduction to Quantum Information Science" （页面存档备份，存于）
- Weedbrook, Christian; Pirandola, Stefano; García-Patrón, Raúl; Cerf, Nicolas J.; Ralph, Timothy C.; Shapiro, Jeffrey H.; Lloyd, Seth. . Reviews of Modern Physics. 2012, 84 (2): 621–669. Bibcode:2012RvMP...84..621W. arXiv:1110.3234 . doi:10.1103/RevModPhys.84.621.

## 外部連接
- Валиев К. А. Квантовая информатика: компьютеры, связь и криптография （页面存档备份，存于） Вестник РАН. Том 70. N.8. (2000) с.688-695. （俄文）